# Avenhorn
Avenhorn est un village néerlandais situé dans la commune de Koggenland, dans la province de la Hollande-Septentrionale. Le 1er janvier 2004, le village comptait 3 020 habitants.

## Histoire
Avenhorn a été une commune indépendante jusqu'au 1er janvier 1979. À cette date, Avenhorn fusionne avec Berkhout, Oudendijk et Ursem pour former la commune de Wester-Koggenland.

## Notes et références

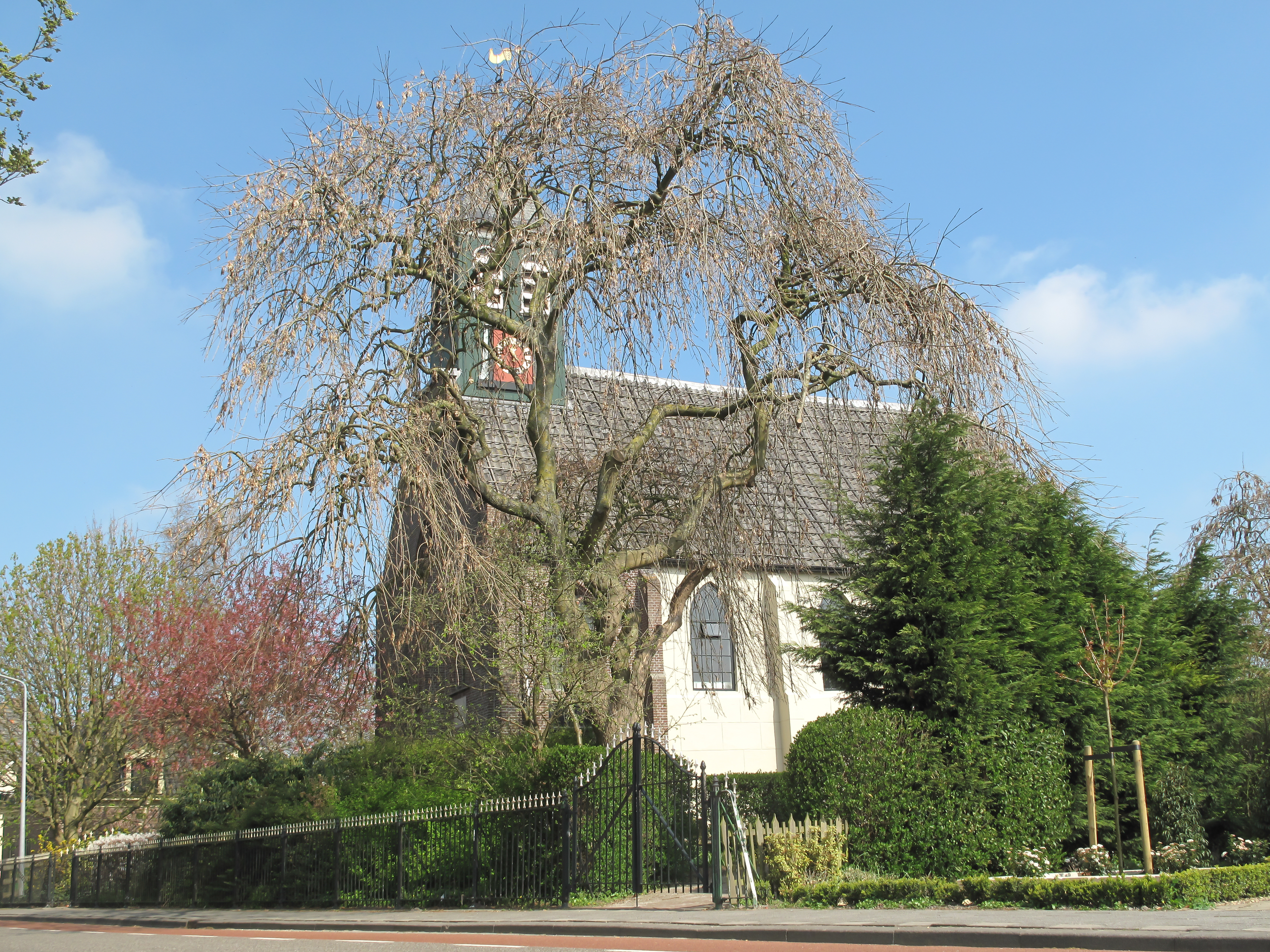
Avenhorn, église